# 壬生益成
壬生 益成（みぶ の ますなり、天長7年（830年） - 寛平8年12月6日（897年1月12日））は、平安時代初期から前期にかけての官人。姓は直。官位は外従五位下・遠江介。

## 経歴
陽成朝の元慶3年（879年）左近衛将曹。元慶6年（882年）息子3人・娘4人とともに、それまでの甲斐国巨摩郡から改めて山城国愛宕郡に貫付される（このときの位階は従六位上）。元慶8年（884年）左近衛将監に昇格する。
仁和2年（886年）播磨権少掾、仁和4年（888年）遠江介と光孝朝後半から宇多朝初頭にかけて地方官を務め、この間の仁和3年（887年）には外従五位下に昇叙されている。
宇多朝末の寛平8年（897年1月）12月6日卒去。享年68。

## 官歴
注記のないものは『日本三代実録』による。
- 元慶3年（879年） 正月：左近衛将曹[2]
- 時期不詳：従六位上
- 元慶6年（882年） 11月1日：甲斐国巨摩郡から山城国愛宕郡に移貫
- 元慶8年（884年） 日付不詳：左近衛将監[2]
- 仁和2年（886年） 日付不詳：播磨権少掾[2]
- 時期不詳：正六位上
- 仁和3年（887年） 正月7日：外従五位下
- 仁和4年（888年） 2月：遠江介[2]
- 寛平8年（896年） 12月6日：卒去